# Філіпувка (Мазовецьке воєводство)
Філіпувка (пол. Filipówka) — село в Польщі, у гміні Борове Ґарволінського повіту Мазовецького воєводства.
Населення — 219 осіб (2011).
У 1975-1998 роках село належало до Седлецького воєводства.

## Демографія
Демографічна структура станом на 31 березня 2011 року:
|          | Загалом | Допрацездатний вік | Працездатний вік | Постпрацездатний вік |
| -------- | ------- | ------------------ | ---------------- | -------------------- |
| Чоловіки | 104     | 14                 | 72               | 18                   |
| Жінки    | 115     | 23                 | 60               | 32                   |
| Разом    | 219     | 37                 | 132              | 50                   |